# Daniel Saada
Daniel Fradji Saada est un chef d'entreprise né le 4 février 1946. 

## Formation
Daniel Saada a fait ses études au lycée Carnot de Tunis. Il est diplômé de la faculté de droit et de sciences économiques de Paris avec une maîtrise de sciences économiques et un diplôme de l’Institut d’administration des entreprises.

## Carrière
Daniel Saada a commencé sa carrière dans les fonctions suivantes :
- Entre 1970 et 1972, ingénieur technico-commercial à la Société d’informatique appliquée.
- Entre 1972 et 1974, directeur des études à Médiavision.
- Entre 1974 et 1979, directeur des médias à Publi-Service.
- Entre 1980 et 1981, directeur commercial et directeur du marketing à Radio PQR-Havas.
- Entre 1982 et 1984, directeur de la communication à Radio Monte-Carlo.
- Entre 1984 et 1986, directeur commercial et directeur de la promotion à Radio France.
- Entre 1987 et 1989, directeur de la communication à TF1.

En 1989, Daniel Saada rejoint le groupe Publicis et occupe successivement les fonctions suivantes :
- Entre 1989 et 1999, PDG de TV Mission.
- Entre 1995 et 1999, directeur général de Médias et Régies Europe.
- Entre 1999 et 2001, Vice-Président directeur général.
- Entre 1999 et 2002, directeur général d’Optimédia[2].

En 2001, il devient président de Publicis Centre Media. En 2005, il devient Président de Publicis Groupe Média France. En 2008, il devient Président de VivaKi,
Le 27 août 2012, Daniel Saada est nommé Directeur général de France Télévisions Publicité.